# Arroyo de Matorras
El arroyo de Matorras es un pequeño curso fluvial que nace en Corconte, localidad de Cantabria en la que realiza la mayor parte de su recorrido; después serpentea en torno al límite con Castilla y León para entrar definitivamente en Balneario de Corconte (El cual es un núcleo de población de Virtus) y después desembocar en el embalse del Ebro.
Es una corriente de agua de alta pendiente (Tiene una inclinación promedio de 7 grados sexagesimales), pero en la zona más cercana al nacimiento presenta una pendiente muy alta (Superior a 9°). Su longitud es 2 km en la ramificación más larga, y está orientado hacia el sur, con un recorrido sinuoso.